# Michelle Greig
Michelle „Mitchey“ Greig (* 4. Oktober 1988 in Invercargill) ist eine ehemalige neuseeländische Freestyle-Skierin. Sie startete in der Disziplin Skicross.

## Werdegang
Greig nahm von 2003 bis 2010 als Alpine Skirennläuferin vorwiegend an FIS-Rennen sowie am Australian New Zealand Cup teil. Dabei gewann sie in der Saison 2004/05 die Slalom-Disziplinenwertung und kam in der Saison 2006/07 auf den dritten Platz in der Super-G-Disziplinenwertung. Bei den Juniorenweltmeisterschaften 2007 in Flachau belegte sie den 50. Platz in der Abfahrt, den 49. Rang im Slalom und den 40. Platz im Super G. Im Skicross startete sie im Februar 2008 in Deer Valley erstmals im Freestyle-Skiing-Weltcup, wobei sie den 15. Platz errang. Im folgenden Monat erreichte sie mit dem siebten Platz in Hasliberg ihre einzige Top-Zehn-Platzierung im Weltcup und zum Saisonende mit dem 19. Platz im Skicross-Weltcup ihr bestes Gesamtergebnis. Bei den Weltmeisterschaften 2009 in Inawashiro fuhr sie auf den 25. Platz und bei den Olympischen Winterspielen 2010 in Vancouver auf den 30. Rang. Ihren 24. und damit letzten Weltcup absolvierte sie im Januar 2011 in Les Contamines, welchen sie auf dem 28. Platz beendete.

## Erfolge Ski Cross

### Olympische Spiele
- 2010 Vancouver: 30. Skicross

### Weltmeisterschaften
- 2009 Inawashiro: 25. Skicross

### Weltcup
- Eine Platzierung unter den besten 10

### Weltcupwertungen
| Saison  | Gesamt | Gesamt | Skicross | Skicross |
| Saison  | Platz  | Punkte | Platz    | Punkte   |
| ------- | ------ | ------ | -------- | -------- |
| 2007/08 | 69.    | 11     | 19.      | 87       |
| 2008/09 | 101.   | 5      | 30.      | 53       |
| 2009/10 | 70.    | 10     | 24.      | 108      |
| 2010/11 | -      | -      | 43.      | 4        |

## Erfolge Ski Alpin

### Juniorenweltmeisterschaften
- 2007 Flachau: 40. Super G, 49. Slalom, 50. Abfahrt

### Australian New Zealand Cup
- 4 Podestplätze
- Saison 2004/05: 1. Platz Slalom-Disziplinenwertung
- Saison 2006/07: 3. Platz Super-G-Disziplinenwertung

### Weitere Erfolge
- Neuseeländische Vizemeisterin im Super-G 2006
- Bronze bei den neuseeländischen Meisterschaften im Riesenslalom 2007